# Curva Nord Milano
 (octobre 2024).
La mise en forme du texte ne suit pas les recommandations de Wikipédia : il faut le « wikifier ».
Les points d'amélioration suivants sont les cas les plus fréquents. Le détail des points à revoir est peut-être précisé sur la page de discussion.
- Les titres sont pré-formatés par le logiciel. Ils ne sont ni en capitales, ni en gras.
- Le texte ne doit pas être écrit en capitales (les noms de famille non plus), ni en gras, ni en italique, ni en « petit »…
- Le gras n'est utilisé que pour surligner le titre de l'article dans l'introduction, une seule fois.
- L'italique est rarement utilisé : mots en langue étrangère, titres d'œuvres, noms de bateaux, etc.
- Les citations ne sont pas en italique mais en corps de texte normal. Elles sont entourées par des guillemets français : « et ».
- Les listes à puces sont à éviter, des paragraphes rédigés étant largement préférés. Les tableaux sont à réserver à la présentation de données structurées (résultats, etc.).
- Les appels de note de bas de page (petits chiffres en exposant, introduits par l'outil «  Source ») sont à placer entre la fin de phrase et le point final[comme ça].
- Les liens internes (vers d'autres articles de Wikipédia) sont à choisir avec parcimonie. Créez des liens vers des articles approfondissant le sujet. Les termes génériques sans rapport avec le sujet sont à éviter, ainsi que les répétitions de liens vers un même terme.
- Les liens externes sont à placer uniquement dans une section « Liens externes », à la fin de l'article. Ces liens sont à choisir avec parcimonie suivant les règles définies. Si un lien sert de source à l'article, son insertion dans le texte est à faire par les notes de bas de page.
- La présentation des références doit suivre les conventions bibliographiques. Il est recommandé d'utiliser les modèles {{Ouvrage}}, {{Chapitre}}, {{Article}}, {{Lien web}} et/ou {{Bibliographie}}. Le mode d'édition visuel peut mettre en forme automatiquement les références.
- Insérer une infobox (cadre d'informations à droite) n'est pas obligatoire pour parachever la mise en page.

Pour une aide détaillée, merci de consulter Aide:Wikification.
Si vous pensez que ces points ont été résolus, vous pouvez retirer ce bandeau et améliorer la mise en forme d'un autre article.
La Curva Nord Milano est un ensemble de groupes ultra du FC Internazionale Milano. Ils se placent dans le virage nord du Stade Giuseppe Meazza,.
Selon une enquête réalisée en septembre de 2016 par l'entreprise "Donnons & Pi", publiée dans la Repubblica, l'Inter est le deuxième club le plus suivi de l'Italie derrière la Juventus. En plus, selon un rapport de 2010 de Sport+Markt, l'Inter pourrait atteindre un groupe potentiel de tifosi autour de 17,5 millions de supporters en Europe et 9,3 millions de sympathisants en Amérique du Sud (selon un autre rapport de 2009 de la même entreprise),. 

## Histoire

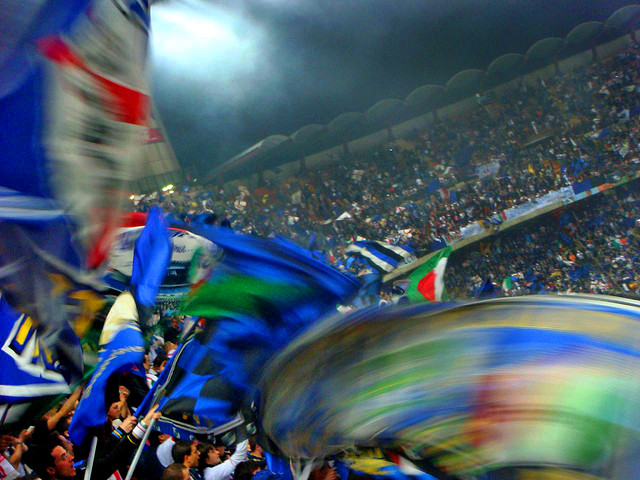
Supporters de l'Inter en 2008.

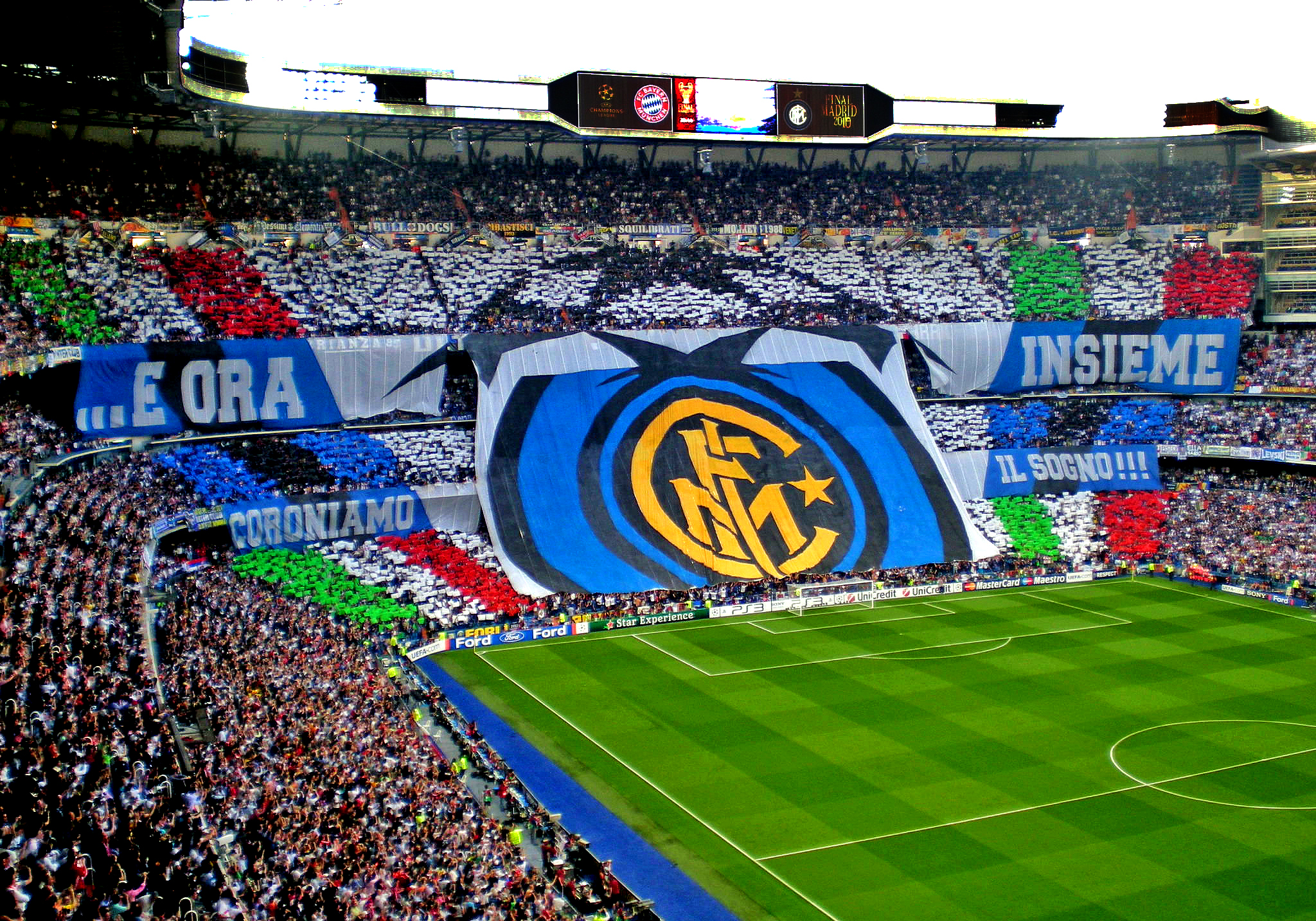
Tifo de l'Inter de Milan lors de la finale de la Ligue de Champions 2009-10, dans le Stade Santiago Bernabéu.

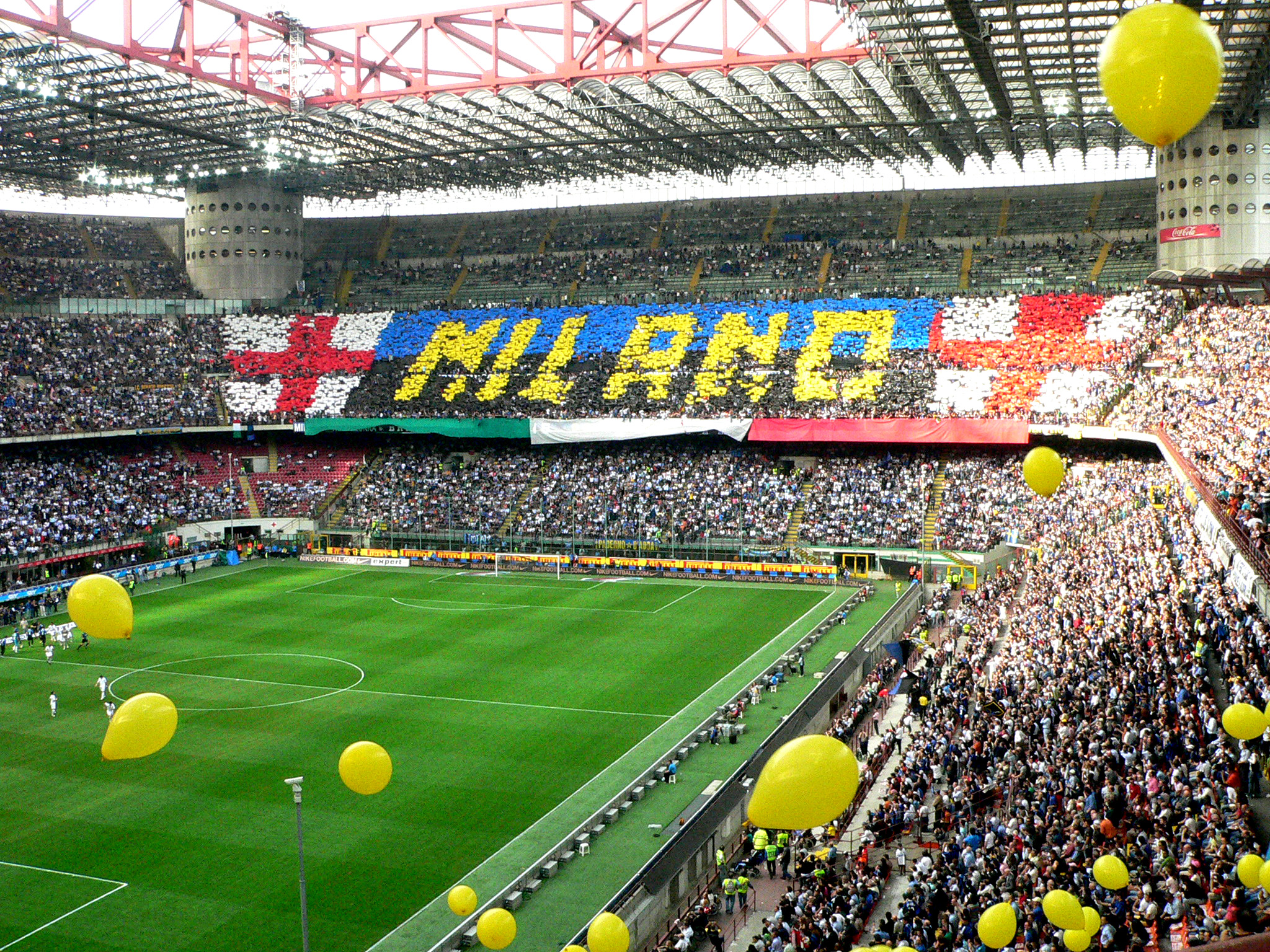
Stade Giuseppe Meazza avec les ultras de Inter et leur tifo (2007)

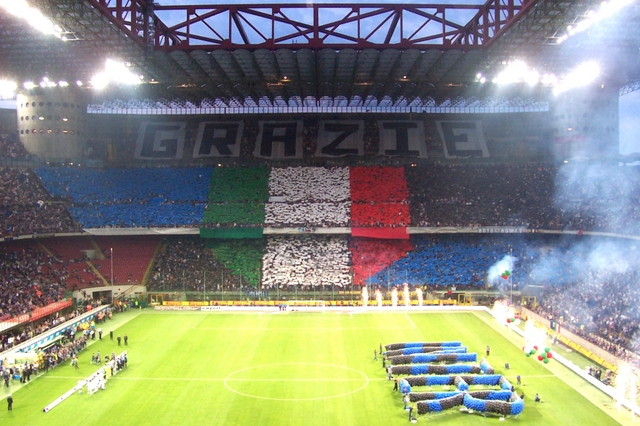
La Curva Nord Milano à travers une chorégraphie remercie l'Inter pour sa contribution à la conquête du Scudetto en écrivant Grazie (Merci) et en montrant l'insigne du Scudetto avec les couleurs de Inter noir et bleu.

Le concept de supporters organisés dans les stades a été introduit à Milan par Helenio Herrera dans les années 60, à l'époque de la Grande Inter. L'Inter est la deuxième équipe capable d'attirer un soutien organisé après le Milan, qui déjà depuis 1967 et 1968 y avait vu l'établissement des deux premiers groupes ultras italiens : Commandos Tigre et Fossa dei Leoni.
La Curva Nord de San Siro est le secteur du stade où s'installent les supporters de l'Inter pendant les matchs à domicile. Les supporters de l'Inter se divisent en plusieurs groupes d'ultras : Boys San 1969, Ultras 1975 ,Boys San Rome section 1980, Viking 1984, Irriducibili 1988, Brianza Alcoolica 1985, Gruppo Imbastisci Milano 1993, Pitbull 2003, Milano Nerazzurra 1977, Squilibrati Milano 2006, Tori du Nord Est et North Crew.
L'organisation est un moment noyautée par un membre de la 'Ndrangheta, Antonio Bellocco, avant son assassinat le 4 septembre 2024. En octobre 2024, la Curva Nord change de nom pour Secondo Annello Verde.